# ذو أسنان ملساء الجوانب
ذو الأسنان ملساء الجوانب أو لِوبليورودون (الاسم العلمي: Liopleurodon)، جنس منقرض من الزواحف البحرية الكبيرة اللاحمة وتنتمي إلى البليوصوريات، وهو زاحف بحري قصيرة العنق. عاش النوعان من ذو الاسنان الملساء الجوانب من مرحلة الكالوفي من العصر الجوراسي الأوسط إلى مرحلة الكيمريدجي من العصر الجوراسي المتأخر (من 166 إلى 155 م.س). كانت في قمة المفترسين في البحار الجوراسية الوسطى إلى أواخر الجوارسي التي غطت أوروبا. يُقدر أن أكبر أنواعها، L. ferox، قد ينمو بطول 6.4 متر (21 قدمًا).
اسم "Liopleurodon" (يعني«الأسنان الملساء الجوانب») مشتق من الكلمات اليونانية القديمة: λεῖος leios، «أملس»؛ πλευρά pleurá ، «الجانب» أو «الضلع»؛ و ὀδόν odṓn، «السن».